# Fedwire
Fedwire（フェドワイヤー、英: Federal Reserve Wire Network）は、アメリカ合衆国の連邦準備銀行が運営する即時グロス決済資金移動システムの名称。2009年3月19日現在、同システムは加盟金融機関9,289行の間でコンピュータ通信ネットワークによる資金移動を中継している。民営のCHIPSと共に、Fedwireはアメリカ合衆国における大口や即時性が必要な内国・外国支払業務を行う際の主要なネットワークであり、高い弾力性と冗長性を持つよう設計されている。Fedwire資金業務サービスの2007年における平均取引金額は一日当り2兆7千億ドル、一日当りの平均支払い件数は537,000件だった。